# Karl Wilhelm Gustav von Zangen
Karl Wilhelm Gustav von Zangen (* 11. April 1815 in Lang-Göns; † 9. Juli 1874 in Darmstadt) war Kreisrat im Großherzogtum Hessen.

## Familie
Der Vater war Joseph Ludwig von Zangen (1784–1826), Landrat von Gießen, die Mutter Caroline, eine geborene von Hornig.
Karl Wilhelm Gustav von Zangen heiratete 1850 Bertha Caroline Elise Louise Pfannmüller (* 1831), Tochter des Steuerkommissärs Johannes Pfannmüller und seiner Frau Sophie, einer geborenen Dieffenbach.

## Karriere
Nach dem Studium der Rechtswissenschaften hatte er seinen Berufseinstieg als Akzessist am Hofgericht Gießen. 1847 wurde er Kreissekretär (stellvertretender Kreisrat) im Kreis Grünberg. Mit der durch die Revolution von 1848 im Großherzogtum Hessen ausgelösten Verwaltungsreform wurden Regierungsbezirke gebildet und die Kreise aufgelöst. Karl Wilhelm Gustav von Zangen wurde Mitglied des kollegial organisierten Führungsgremiums des Regierungsbezirks Nidda. Dort waren seine Kollegen Friedrich Daniel Carl Fuhr als Dirigent und Heinrich Christoph Knorr von Rosenroth. Mit dem Sieg der Reaktion unter Ministerpräsident Reinhard Carl Friedrich von Dalwigk wurde die Verwaltungsreform 1852 wieder rückgängig gemacht, die alte Verwaltungsstruktur weitgehend wieder hergestellt und der Regierungsbezirk Nidda aufgelöst. Die Stelle, die von Zangen innegehabt hatte, entfiel und er wurde mit der Leitung des Kreises Grünberg – 1852 zunächst kommissarisch, 1854 dann endgültig – beauftragt. 1860 wechselte er in gleicher Position in den Kreis Vilbel, wo er nach 12 Jahren, 1872 in den Ruhestand trat.

## Ehrungen
- 1871 Ritterkreuz I. Klasse des Verdienstordens Philipps des Großmütigen